# Араратська Республіка
Араратська Республіка (півн. курд Komara Agiriyê; тур. Ağrı Cumhuriyeti, перс. جمهوری کردی آرارات) — самопроголошена курдська держава. Була розташована на сході сучасної Туреччини на території сучасної провінції (іл) Агри та північно-західного Ірану.
Араратська Республіка оголосила незалежність в 1927 році, під час повстання курдів у південно-східній Туреччині. Організатором повстання була націоналістична партія Хойбун. Столицею республіку у жовтні 1927 року оголошено село біля гори Арарат Курд Ава, згодом столицю перенесено до міста Мако в Ірані. Партія "Хойбун" (курд. "Незалежність") звернулась до Ліги Націй, але так і не дочекавшись допомоги, вже в 1931 році Араратська Республіка припинила своє існування. Республіка намагалась звернутись до Ліги Націй, але Британія, Франція і Туреччина не дали цієї можливості. Турки розгромили повстанців, використавши бомбардувальники. 
Армією республіки керував колишній офіцер османської армії Іхсан Нурі.